# ASF Bobo-Dioulasso
Association Sportive des Fonctionnaires de Bobo-Dioulasso w skrócie ASF Bobo-Dioulasso – burkiński klub piłkarski, grający w pierwszej lidze, mający siedzibę  w mieście Bobo-Dioulasso.

## Historia
Klub został założony 20 stycznia 1948 roku. W 1961 roku klub po raz pierwszy w swojej historii wywalczył mistrzostwo Górnej Wolty. Z kolei w 1966 roku sięgnął po raz drugi po tytuł mistrzowski. Klub pięciokrotnie zdobywał Coupe du Faso, czyli krajowy puchar, a fakt ten miał miejsce w latach 1986, 1989, 1997, 1998 i 2004. Oprócz tego klub sześciokrotnie grał w finale tego pucharu.

## Stadion
Domowe mecze klub rozgrywa na stadionie o nazwie Stade Wobi w Bobo-Dioulasso, który może pomieścić 10000 widzów.

## Sukcesy
- Superdivision du Burkina Faso:

mistrzostwo (3): 1961, 1966, 2018
- Coupe du Faso:

zwycięstwo (5): 1986, 1989, 1997, 1998, 2004
finalista (6): 1998, 1993, 2001, 2002, 2005, 2015
- Superpuchar Burkiny Faso:

zwycięstwo (4): 1993, 1997, 2001, 2004.

## Występy w afrykańskich pucharach
| Sezon | Rozgrywki                 | Runda   | Kraj             | Klub                | Dom | Wyjazd | Dwumecz  |
| ----- | ------------------------- | ------- | ---------------- | ------------------- | --- | ------ | -------- |
| 1967  | Puchar Mistrzów           | wstępna | Gambia           | Augustians FC       | -   | -      | walkower |
| 1967  | Puchar Mistrzów           | 1       | Gwinea           | Conakry II          | 0–2 | 1–1    | 1–3      |
| 1970  | Puchar Mistrzów           | 1       | Mali             | AS Real Bamako      | 0–3 | 2–2    | 2–5      |
| 1986  | Puchar Zdobywców Pucharów | wstępna | Gwinea Równikowa | CD Elá Nguema       | 3–1 | 0–0    | 3–1      |
| 1986  | Puchar Zdobywców Pucharów | 1       |                  | Al-Ahly Trypolis    | 1–0 | 1–5    | 2–5      |
| 1989  | Puchar Zdobywców Pucharów | 1       | Senegal          | ASC Linguère        | 1–0 | 1–2    | 2–2      |
| 1989  | Puchar Zdobywców Pucharów | 1/8     | Nigeria          | Bendel United FC    | 1–3 | 0–2    | 1–5      |
| 1990  | Puchar Zdobywców Pucharów | 1       | Maroko           | Maghreb Fez         | 0–1 | 0–2    | 0–3      |
| 1994  | Puchar Zdobywców Pucharów | 1       | Nigeria          | BCC Lions Gboko     | 0–0 | 1–2    | 1–2      |
| 1996  | Puchar Zdobywców Pucharów | 1       | Tunezja          | Olympique Béja      | 1–2 | 0–6    | 1–8      |
| 1998  | Puchar Zdobywców Pucharów | 1       | Ghana            | Great Mariners FC   | 1–1 | 0–3    | 1–4      |
| 1999  | Puchar Zdobywców Pucharów | 1       | Tunezja          | Club Africain Tunis | 0–1 | 0–3    | 0–4      |
| 2005  | Puchar Konfederacji       | 1       |                  | Al-Ittihad Trypolis | 3–0 | 0–4    | 3–4      |

## Reprezentanci kraju grający w klubie od 1997
Stan na wrzesień 2016.
| - Harouna Bamogo - Harouna Bancé - Georges Bonou - Abdoul Moctar Diallo - Saybou Diallo - Abdramane Ouattara - Boureima Ouattara | - Rahim Ouédraogo - Yaya Sanou - Abdoulaye Soulama - Abdoulaye Traoré - Ousmane Traoré - Narcisse Yaméogo - Soungalo Diakité |